# El Nogalito, Durango
El Nogalito är en ort i Mexiko.   Den ligger i kommunen Santa Clara och delstaten Durango, i den centrala delen av landet, 700 km nordväst om huvudstaden Mexico City. El Nogalito ligger 1 816 meter över havet och antalet invånare är 284.
Terrängen runt El Nogalito är platt åt nordväst, men åt sydost är den kuperad. Terrängen runt El Nogalito sluttar norrut. Runt El Nogalito är det mycket glesbefolkat, med 6 invånare per kvadratkilometer. Närmaste större samhälle är Santa Clara, 11,4 km sydost om El Nogalito. Omgivningarna runt El Nogalito är i huvudsak ett öppet busklandskap.